# Aprominta cryptogamarum
Aprominta cryptogamarum is een vlinder uit de familie dominomotten (Autostichidae). De wetenschappelijke naam is voor het eerst geldig gepubliceerd in 1872 door Millière.
Deze vlinder komt voor in Europa.